# 冈巴尔陨石坑
冈巴尔陨石坑（Gambart）是位于月球正面赤道附近岛海中的一座小撞击坑，其名称取自法国天文学家让-费利克斯·阿道夫·冈巴尔（Jean Félix Adolphe Gambart，1800年-1836年），1935年被国际天文学联合会批准接受。

## 描述

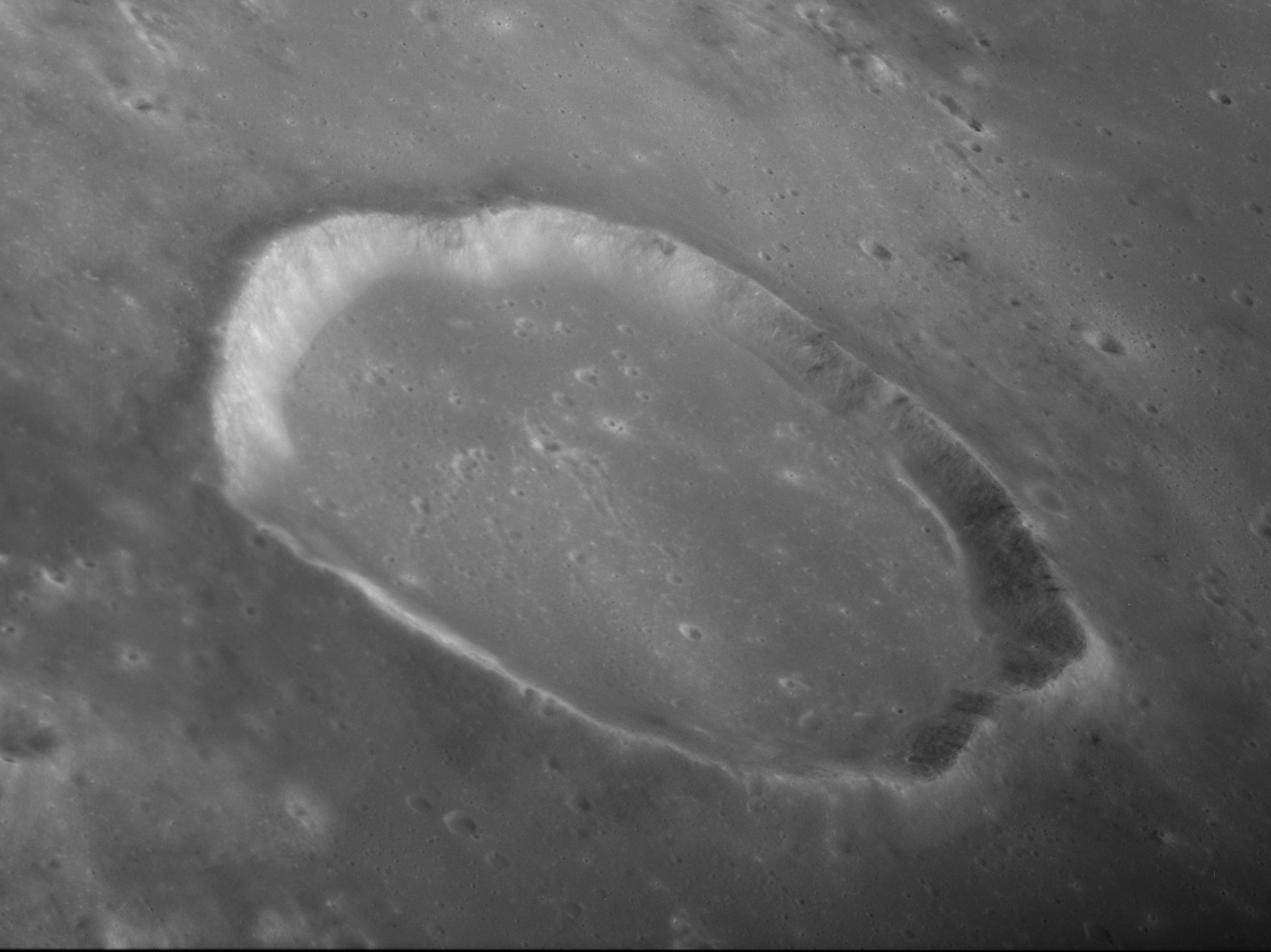
阿波罗12号拍摄的冈巴尔陨石坑斜视图

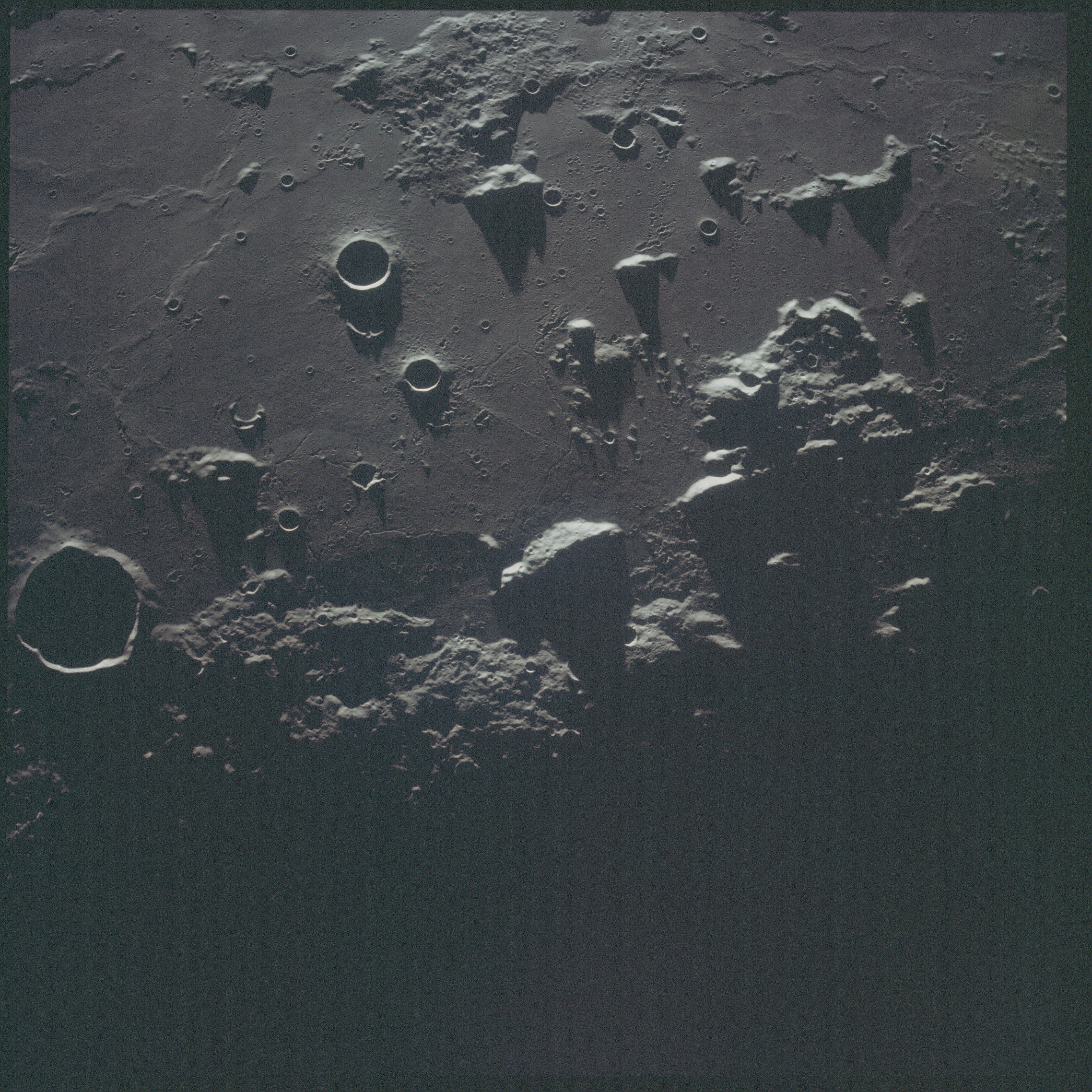
阿波罗12号拍摄的位于晨昏圈附近的特纳陨石坑（中左）和冈巴尔陨石坑（左），阿波罗14号登月点位于右边的阴影区中（无标注）。

该陨坑西北偏西及西北偏北分别毗邻赖因霍尔德陨石坑和哥白尼环形山、北面坐落了斯塔迪乌斯陨石坑，施勒特尔陨石坑、索莫林环形山及特纳陨石坑分别位于它的东北、东面和东南、而它的南面则横亘了弗拉·毛罗环形山。此外，冈巴尔陨石坑的北面坐落有暑湾、东面分布了施勒特尔月溪和中央湾、沿东南偏南及南面分别蜿蜒着弗拉马利翁月溪和帕里月溪。而它的西南延伸着大片绵延幽暗的丘陵地形，可能来源于雨海撞击形成时所抛出的沉积物，也被称作弗拉·毛罗结构。该陨坑中心月面坐标为1°00′N 15°12′W / 1.0°N 15.2°W，直径24.68公里，深度约1.89公里。
冈巴尔陨石坑坑底已被玄武岩熔岩淹没，只有上半部分坑壁凸出在月表上。陨坑外观轮廓略似波纹状多边形，几乎未受到撞击侵蚀，坑壁最大高出周边地形850米，内部容积约392立方千米。坑底表面较为平坦，散布有一些小撞击坑。
位于在冈巴尔陨石坑与东北较小的卫星坑“冈巴尔 C”之间，坐落有一座月丘—一种典型的盾状火山。

## 卫星陨石坑
按惯例，通过在最靠近冈巴尔陨石坑的卫星陨坑中心点旁放置字母，以在月图上标示它们。
| 特冈巴尔 | 纬度   | 经度    | 直径    |
| -------- | ------ | ------- | ------- |
| A        | 1.0° N | 18.7° W | 12 公里 |
| B        | 2.2° N | 11.5° W | 11 公里 |
| C        | 3.3° N | 11.8° W | 12 公里 |
| D        | 3.4° N | 17.7° W | 6 公里  |
| E        | 1.0° N | 17.2° W | 4 公里  |
| F        | 0.1° N | 16.9° W | 5 公里  |
| G        | 1.9° N | 12.0° W | 6 公里  |
| H        | 3.2° N | 10.6° W | 4 公里  |
| J        | 0.7° S | 18.2° W | 7 公里  |
| K        | 3.9° N | 14.2° W | 4 公里  |
| L        | 3.3° N | 15.3° W | 4 公里  |
| M        | 5.4° N | 11.7° W | 4 公里  |
| N        | 0.5° S | 14.9° W | 5 公里  |
| R        | 0.6° S | 20.8° W | 4 公里  |
| S        | 0.1° S | 13.2° W | 3 公里  |

- 卫星坑冈巴尔 A约形成于哥白尼纪[3]；

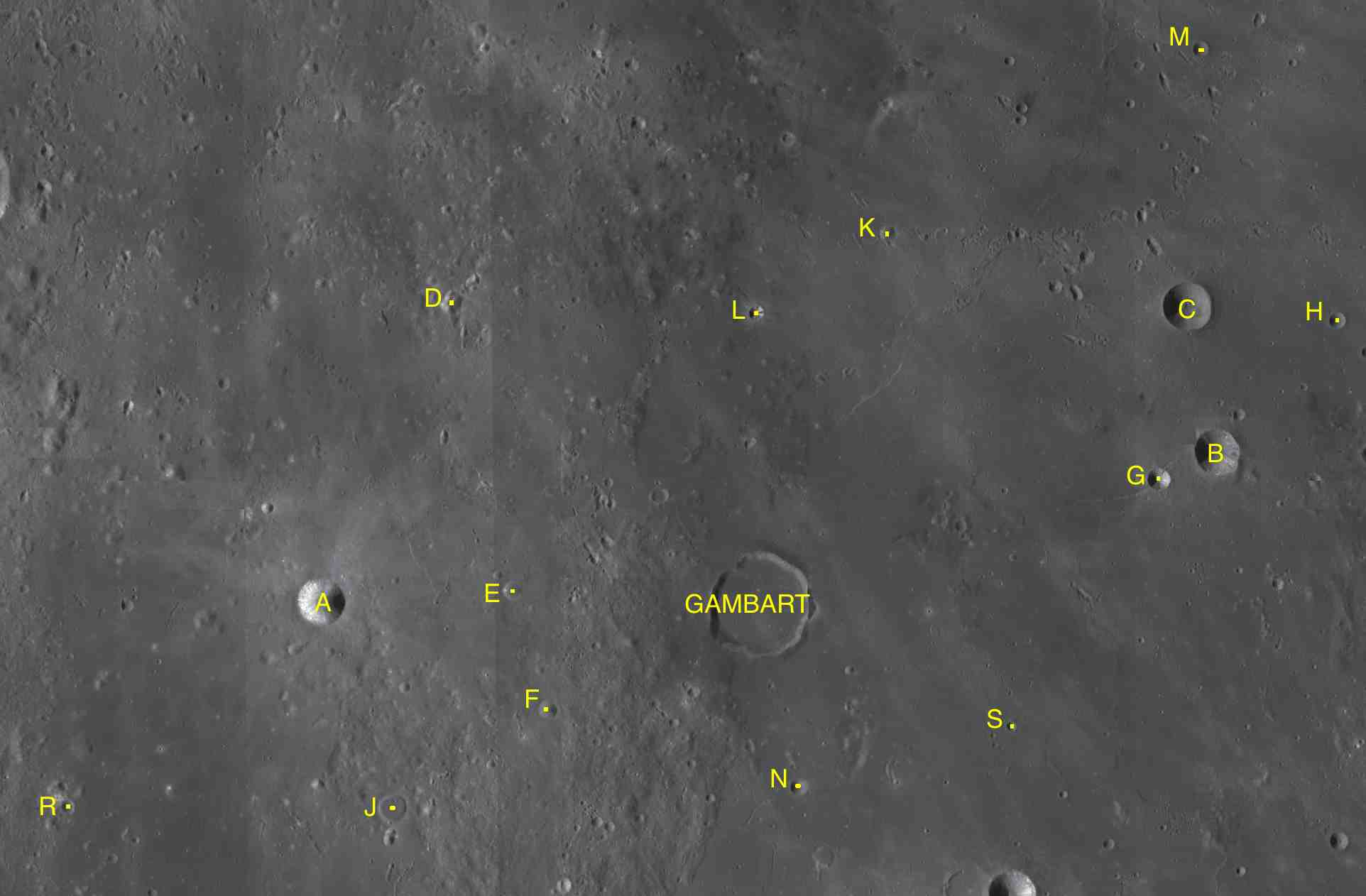
LAC-58与LAC-76拼接图.

- 卫星坑冈巴尔 A已被月球和行星观测协会（ALPO）列入《带有明亮射纹系统的撞击坑列表》)[4]；
- 卫星坑冈巴尔 A、冈巴尔 B和冈巴尔 C已被月球及行星观测者协会（ALPO）列入《内侧壁坡带有深色辐射纹的撞击坑列表》[5]；
- 卫星坑冈巴尔 J是一座同心环坑；
- 卫星坑冈巴尔 L的内侧壁上分布有深色的辐射条纹。

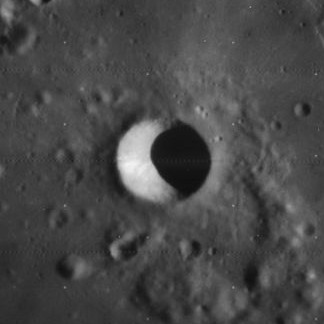
月球轨道器4号拍摄的卫星坑冈巴尔 A
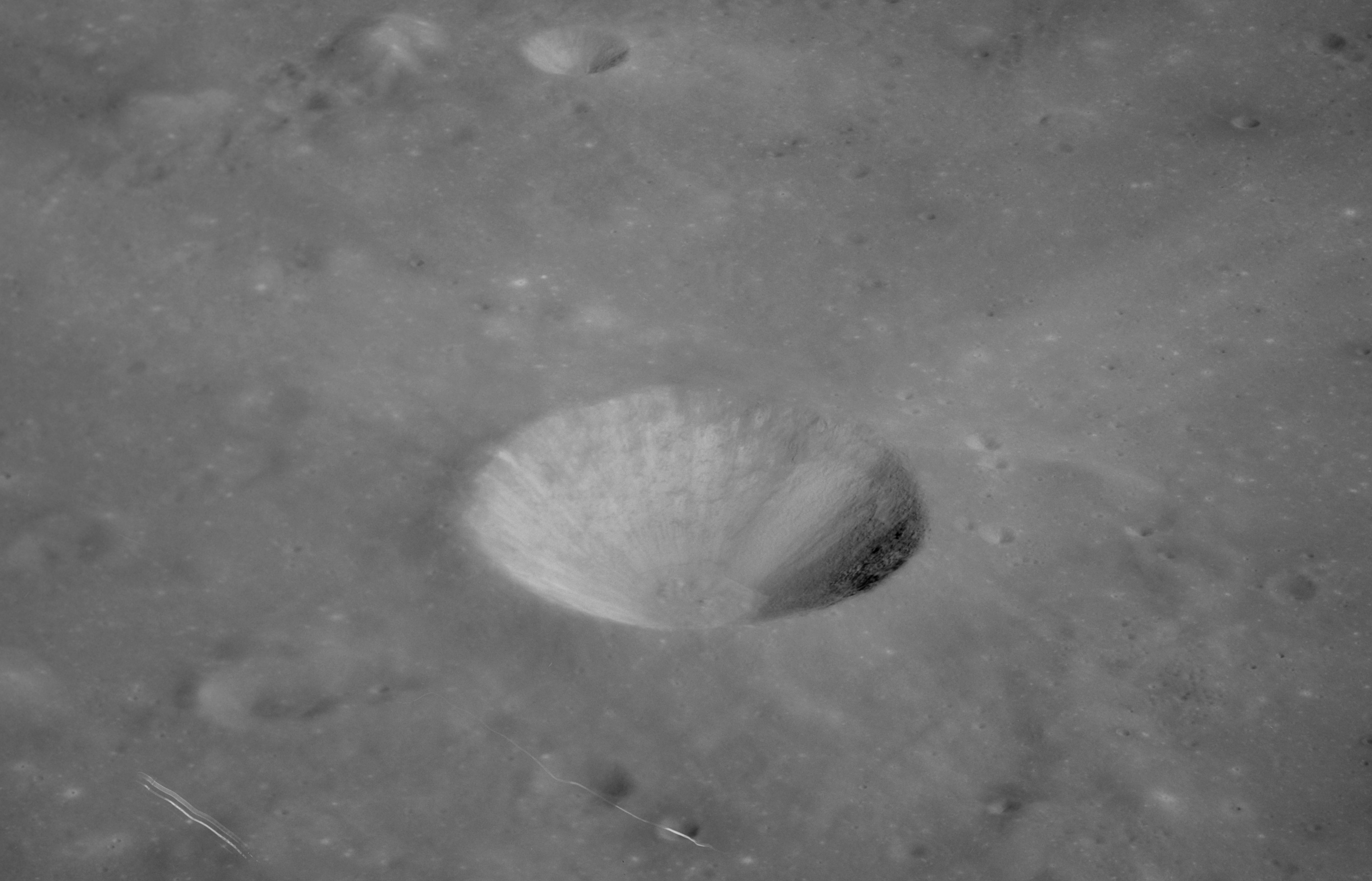
阿波罗12号拍摄的卫星坑冈巴尔 A斜视图
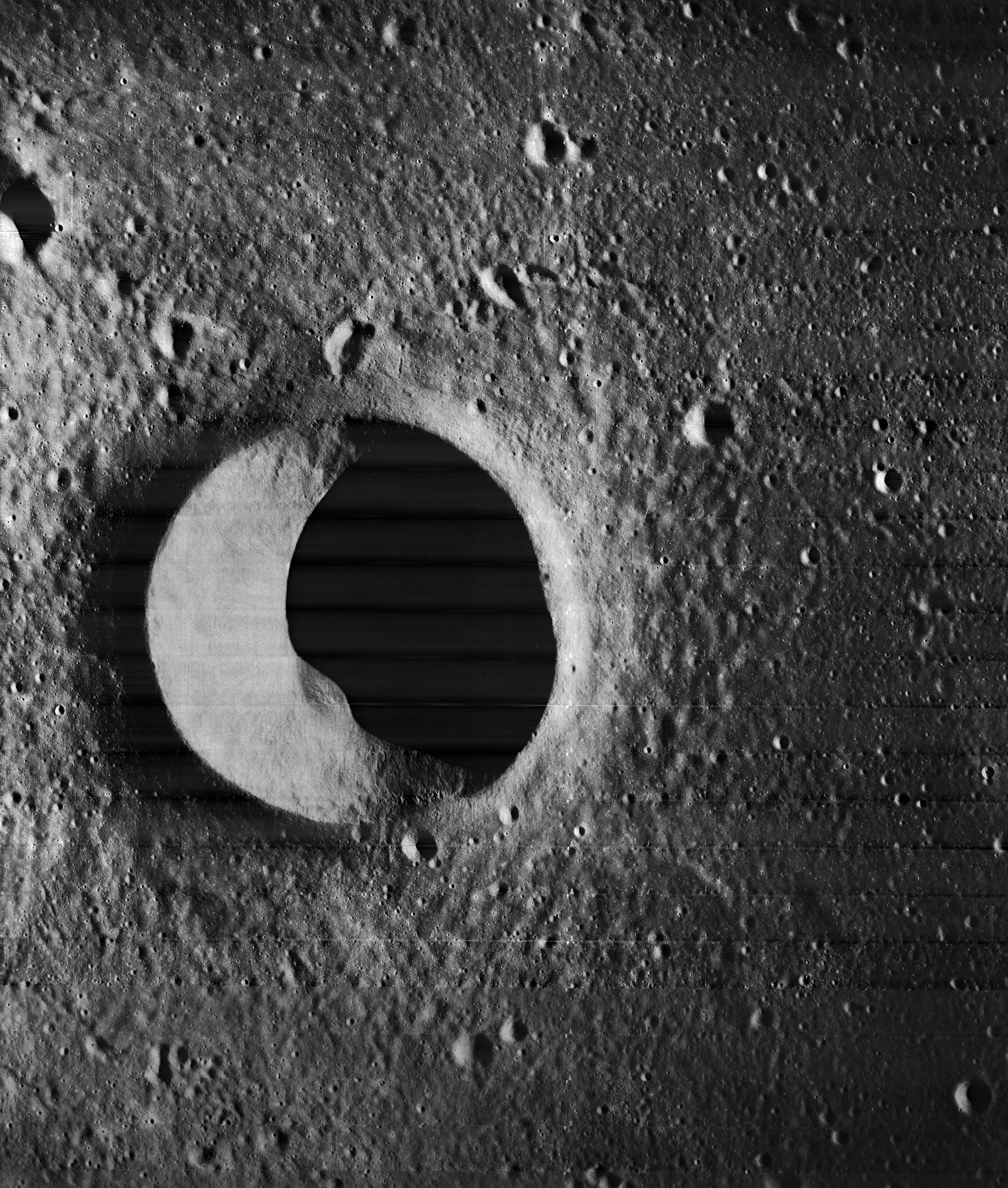
月球轨道器2号拍摄的卫星坑冈巴尔 C
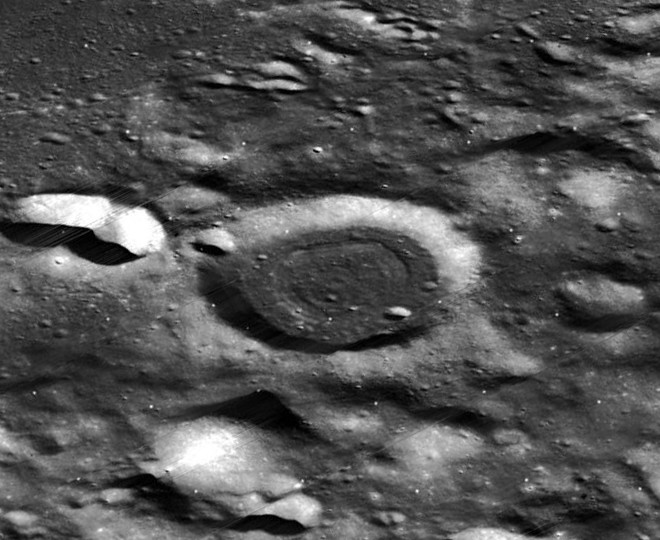
月球轨道器3号卫星坑冈巴尔 J

## 探测器着陆点
- 1966年9月23日，美国勘测者2号坠毁冈巴尔陨石坑东南约180公里处。
- 1971年2月9日，美国阿波罗14号登月舱降落在该陨坑西南偏南约150公里处。

## 另请参阅
- Andersson, L. E.; Whitaker, E. A. . NASA RP-1097. 1982.
- Blue, Jennifer. . USGS. July 25, 2007  [2007-08-05]. （原始内容存档于2015-05-26）.
- Bussey, B.; Spudis, P. . New York: Cambridge University Press. 2004. ISBN 978-0-521-81528-4.
- Cocks, Elijah E.; Cocks, Josiah C. . Tudor Publishers. 1995. ISBN 978-0-936389-27-1.
- McDowell, Jonathan. . Jonathan's Space Report. July 15, 2007  [2007-10-24]. （原始内容存档于2015-01-12）.
- Menzel, D. H.; Minnaert, M.; Levin, B.; Dollfus, A.; Bell, B. . Space Science Reviews. 1971, 12 (2): 136–186. Bibcode:1971SSRv...12..136M. doi:10.1007/BF00171763.
- Moore, Patrick. . Sterling Publishing Co. 2001. ISBN 978-0-304-35469-6.
- Price, Fred W. . Cambridge University Press. 1988. ISBN 978-0-521-33500-3.
- Rükl, Antonín. . Kalmbach Books. 1990. ISBN 978-0-913135-17-4.
- Webb, Rev. T. W.  6th revised. Dover. 1962. ISBN 978-0-486-20917-3.
- Whitaker, Ewen A. . Cambridge University Press. 1999. ISBN 978-0-521-62248-6.
- Wlasuk, Peter T. . Springer. 2000. ISBN 978-1-85233-193-1.